# Курсак (коммуна)
Курса́к (фр. Coursac) — коммуна во Франции, находится в регионе Аквитания. Департамент — Дордонь. Входит в состав кантона Сент-Астье. Округ коммуны — Перигё.
Код INSEE коммуны — 24139.

## География
Коммуна расположена приблизительно в 440 км к югу от Парижа, в 105 км восточнее Бордо, в 9 км к юго-западу от Перигё.

### Климат
Климат умеренный океанический со средним уровнем осадков, которые выпадают преимущественно зимой. Лето здесь долгое и тёплое, однако также довольно влажное, здесь не бывает регулярных периодов летней засухи. Средняя температура января — 5 °C, июля — 18 °C. Изредка вследствие стечения неблагоприятных погодных условий может наблюдаться непродолжительная засуха или случаются поздние заморозки. Климат меняется очень часто, как в течение сезона, так и год от года.

## Население
Население коммуны на 2010 год составляло 1914 человек.
| 1962 | 1968 | 1975 | 1982 | 1990 | 1999 | 2010 |
| ---- | ---- | ---- | ---- | ---- | ---- | ---- |
| 509  | 496  | 549  | 877  | 1175 | 1344 | 1914 |

## Администрация
| Период | Период | Фамилия         | Партия        | Примечания                                 |
| ------ | ------ | --------------- | ------------- | ------------------------------------------ |
| 1945   | 1953   | Жан Гадо        |               |                                            |
| 1953   | 1971   | Анатоль Лашо    |               |                                            |
| 1971   | 1983   | Жан Жюльян      |               |                                            |
| 1983   | 2013   | Бернар Перуни   | беспартийный  | фермер                                     |
| 2013   | 2020   | Паскаль Протано | Разные правые | генеральный советник департамента (с 2015) |

## Экономика
В 2010 году среди 1269 человек трудоспособного возраста (15-64 лет) 971 были экономически активными, 298 — неактивными (показатель активности — 76,5 %, в 1999 году было 75,9 %). Из 971 активных жителей работали 910 человек (472 мужчины и 438 женщин), безработных было 61 (31 мужчина и 30 женщин). Среди 298 неактивных 103 человека были учениками или студентами, 136 — пенсионерами, 59 были неактивными по другим причинам.

## Достопримечательности
- Замок Жарт[фр.] (XV век). Исторический памятник с 1948 года[5]

## Города-побратимы
- Фернельмон (Бельгия, с 2000)

## Фотогалерея

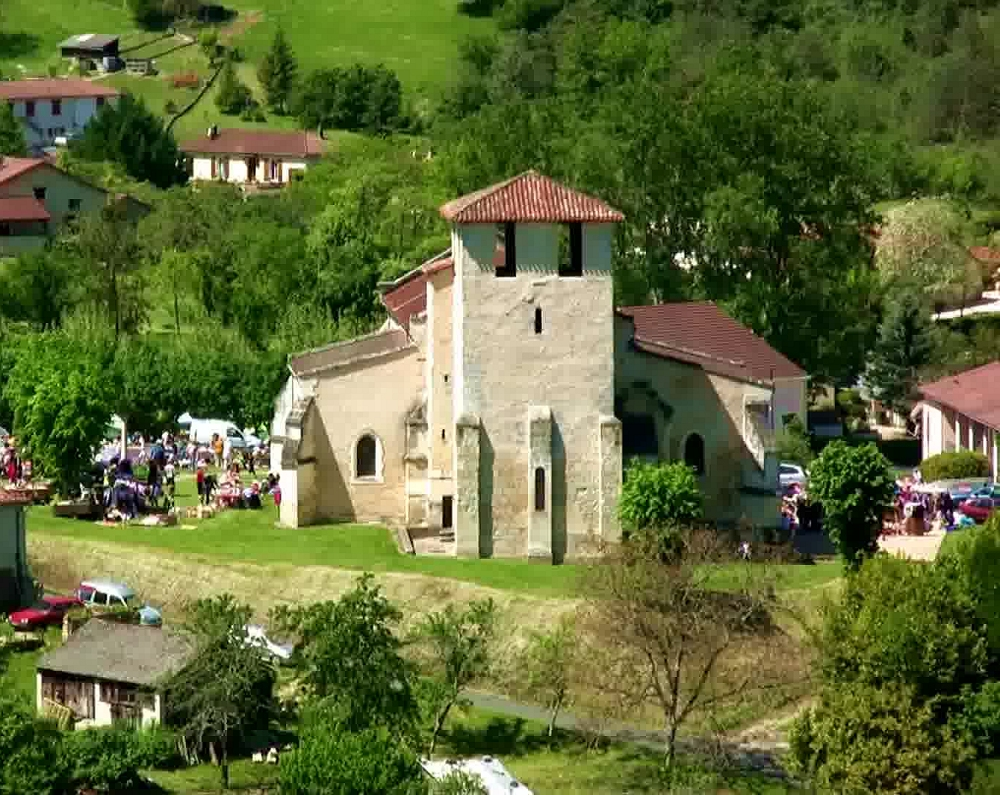
Курсак
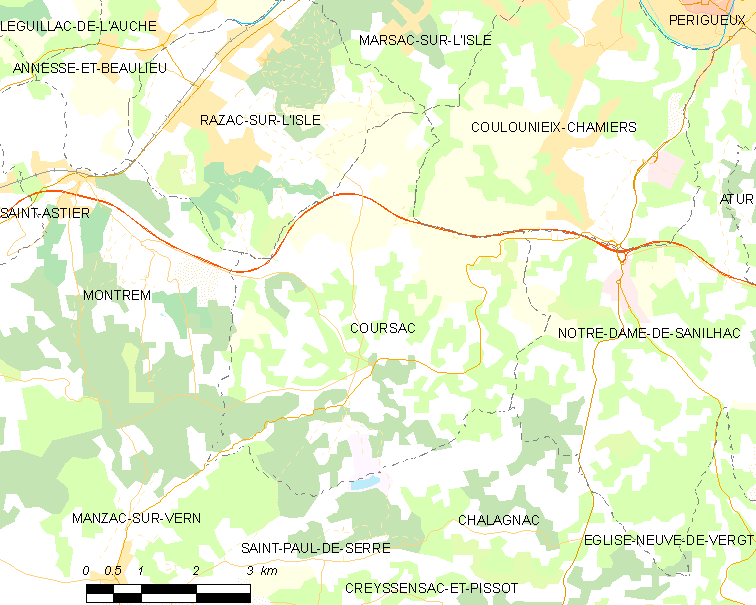
Карта коммуны